# Thunderclap
Thunderclap je platforma, která umožňuje jednotlivcům a firmám sdružovat lidi aby šířili zprávu. Stránky používají model podobný crowdfundingu, jako například na Kickstarteru, protože pokud daná kampaň v daném časovém rámci nesplňuje požadovaný počet příznivců, organizátor neobdrží žádné dary. Toto je nazýváno "crowdspeaking", protože Thunderclap a jeho rival Daycause používají stejnou terminologii. Dárci jsou povinni kopírovat původní zprávu v příspěvcích na Twitteru nebo ve zprávě na jiných sociálních platformách.

## Přehled
Thunderclap je vlastněn vývojovým studiem pro vývoj produktů De-De, které podporuje australský výkonný ředitel společnosti David Droga. Zakladatel webu David Cascino říká, že nápad takového projektu k němu přišel, když uviděl protestující Occupy Wall Street, který mluvil prostřednictvím davu přes megafon a všiml si, že dav opakoval jeho řeč slovo od slova.
Kampaně zahrnují aktivismus, fundraising, filmy, tvůrčí projekty a spouštění produktů. Thunderclap kampaně byly vedeny Bílým domem, Major League Baseball, časopisem Lidé, Levi's, Durex, Toms Shoes, Sony Pictures, Discovery Channel, Mozilla, BBC i OSN.